# Divergences 001
Divergences 001 est un recueil de nouvelles uchroniques composé par Alain Grousset.

## Liste des auteurs
Les auteurs sont majoritairement francophones : Jean-Marc Ligny, Roland C. Wagner, Michel Pagel, Fabrice Colin, Laurent Généfort, Johan Heliot, Xavier Mauméjean, Pierre Pelot et un anglais, Paul J. McAuley. 
Chacun a écrit une nouvelle inédite (à l'exception de la nouvelle Une histoire très britannique) pour cette anthologie dont le but avoué est de faire découvrir cette branche de la science-fiction à de jeunes lecteurs.

## Édition
Flammarion Jeunesse, coll. Ukronie 2008,  (ISBN 978-2-08-121235-0) (BNF 41368658).

## Liste des nouvelles
En gras est indiqué le « point de divergence » entre l'histoire telle que nous la connaissons et l'histoire uchronique

### Préface d'Alain Grousset
En six pages, Alain Grousset rappelle l'origine du mot Uchronie et présente les nouvelles du recueil.

### Après le déluge
- Auteur : Pierre Pelot
- Résumé : Lorsque Yahvé envoie le déluge sur Terre, Noé et sa famille ont construit une Arche et y ont placé tous les animaux de la Création. Après 40 jours et 40 nuits, le Déluge prend fin. Des voiles de navires apparaissent à l'horizon : ceux-ci attaquent l'Arche et la coulent…  L'histoire telle que nous la connaissons n'existe plus, aucun des trois monothéisme n'étant par la suite apparu (judaïsme, christianisme, islam) : la Terre sera donc dirigée par des hommes moins intolérants, moins portés par l'expansion territoriale et la soif de puissance ou de conquêtes.

### Exode
- Auteur : Jean-Marc Ligny
- Résumé : Les hommes de cro-magnon (« les crânes ronds ») sont en infériorité numérique face aux néandertaliens (« hommes frustes »), qui prennent le contrôle de la Terre.

### Le serpent qui changea le monde
- Auteur : Fabrice Colin
- Résumé : Guerre civile à Rome entre Octave et Marc-Antoine. Octave est mordu par un serpent et décède, tandis que Marc-Antoine décède de blessures dues à la guerre : Cléopâtre VII, reine d'Égypte, fonde un vaste empire africain (« Aferka ») qui, des siècles après, couvre encore l'Afrique et dirige le monde : les pays occidentaux sont restés à l'état de peuplades barbares, les États-Unis n'ont jamais été créés. La nouvelle raconte l'histoire d'un homme, Quentin, qui mène un combat politique pour la suppression de l'esclavage subi par les européens dans l'Empire d'Aferka ; il est aidé par un africain du nom de Jawaad ; la reine au pouvoir est Cléopâtre XXVII.

### Le petit coup d'épée de Maurevert
- Auteur : Michel Pagel
- Résumé : En août 1572, alors que les guerres de religion battent leur plein, un petit noble nommé Maurevert tue Henri de Navarre lors de la Saint-Barthélémy. Henri ne deviendra jamais roi de France en 1589 sous le nom d'Henri IV et ne proclamera jamais l'Édit de Nantes. En 1621, deux prétendants à la tête du royaume de France se combattent : Armand du Plessis et Maximilien de Béthune. Ces deux hommes, intelligents et de bonne foi, quoique ni naïfs ni faibles, parviennent à s'entendre et jettent les bases d'un système démocratique, 150 ans avant la Révolution française et bien avant l'Angleterre. Ces deux hommes sont aussi connus dans l'histoire réelle comme étant Armand de Richelieu et le duc de Sully.

### Pax Bonapartia
- Auteur : Johan Heliot
- Résumé : Après son abdication en 1814, Napoléon quitte l'île d'Elbe. mais au lieu de débarquer en France, il se dirige vers le Mexique. Là, il prend la tête d'une troupe d'insurgés, et conquiert le Mexique, qui devient indépendant de l'Espagne. Puis il dirige ses troupes vers la Louisiane française, qu'il occupe, puis combat la jeune armée américaine, qu'il anéantit à la fin de 1815. Il se fait alors proclamer « Empereur des Amériques ». En 1839, alors que Napoléon vient de fêter ses 70 ans, il traverse l'Atlantique avec une flotte prodigieuse composée essentiellement de cuirassés d'acier et de transports : l'armada conquiert facilement la France, dirigée par le vieux Louis-Philippe Ier. La France envahie, Napoléon envoie sa flotte combattre la flotte britannique, qui est anéantie. La reine Victoria abdique à son profit, et le jeune avocat Abraham Lincoln devient premier ministre d'Angleterre. Napoléon pousse son avantage : il envahit la Prusse et y installe un gouverneur, Davy Crockett, puis l'Autriche. Enfin Napoléon envahit la Russie. En l'espace de trois mois, l'empereur a reconquis l'Europe… En 1840, deux conspirateurs américains organisent un attentat contre Napoléon, qui est tué dans l'explosion de son navire amiral. Davy Crockett devient président des États-Unis ; Victoria récupère son titre ; les autres souverains d'Europe centrale reprennent possession de leurs terres et de leurs couronnes. En France, c'est le neveu de l'empereur, Louis-Napoléon Bonaparte, qui a récupéré le pouvoir laissé vacant sous le nom de Napoléon II, et a laissé l'empire à son fils le prince Louis Napoléon. En 1889, celui-ci dirige la France sous le nom de Napoléon III, et fait édifier par l'ingénieur Gustave Eiffel et le sculpteur Bartholdi une immense statue en fer de Napoléon Ier…

### L'affaire Marie Curie
- Auteur : Laurent Genefort
- Résumé : Dans une Europe où la révolution russe de 1905 a entraîné la fin de la monarchie et où les États-Unis ne sont pas entrés en guerre, la Première Guerre mondiale a débuté en 1914 et se poursuit toujours en 1931. Au moment où débute l'histoire, la scientifique Marie Curie a disparu. Le commissaire Castex, qui dirige les Brigades du Tigre, est chargé de la retrouver. On découvre que l'Allemagne prussienne, grâce à Albert Einstein, a créé une bombe atomique qui est discrètement assemblée dans les catacombes de Paris afin d'anéantir la capitale française.

### Reich Zone
- Auteur : Xavier Mauméjean
- Résumé : Dans une Terre où les Nazis ont envahi la Grande-Bretagne en 1940 et obtenu la capitulation des États-Unis en 1945 après le lancement de trois bombes atomiques sur Washington, Baltimore et Houston, les forces allemandes ont envahi les États-Unis, dirigés en 1963, date du récit, par le président Joseph McCarthy, avec l'aide du dévoué Edgar Hoover. Mais des rebelles n'acceptent pas cette situation de fait. En particulier Rod Serling et Richard Matheson, qui ont l'idée de lancer une série mêlant fantastique, fantasy, science-fiction et uchronie, appelée Twilight zone. Ils ont décidé de frapper un grand coup : à l'occasion de la venue sur le sol américain d'Adolf Hitler, l'épisode pilote présentera les dieux Thor et Odin bénir le Führer (version officielle soumise à l'agrément de la censure) mais aussi le critiquer durement (version diffusée)…

### De la part de Staline
- Auteur : Roland C. Wagner
- Résumé : La nouvelle se situe dans une Europe où Staline est décédé durant la révolution d'Octobre, où sa tyrannie n'a jamais existé, où Trotski est devenu le chef suprême de l'URSS et où le Pacte germano-soviétique de 1939 n'a jamais été signé. Les Soviétiques ont attaqué par surprise les Allemands en 1940 alors que toutes les forces de ces derniers étaient tournées vers la Grande-Bretagne. La Wehrmacht a été battue en six mois. L'Armée rouge a envahi l'Allemagne, mais aussi les Pays-Bas, la Belgique, la moitié Nord de la France. La nouvelle raconte l'histoire de trois jeunes gens (Dan, Phil et Chris) qui veulent faire du marché noir et gagner rapidement beaucoup d'argent : ils quittent la Zone Sud (libre) et se rendent en Zone Nord (occupée par les soviétiques) pour vendre du matériel électronique. Toutefois, repérés par les garde-frontières, leur équipée se révèlera un échec pour eux. Pour quitter la Zone Nord, ils volent un char d'assaut russe et franchissent la Ligne de démarcation. Ce faisant, plusieurs milliers d'habitants du Nord en profitent pour s'échapper et les suivre en Zone Sud. La nouvelle n'est pas sans rappeler la séparation de l'Allemagne entre RFA et RDA de 1945 à 1990, en transposant la situation à la France.

### Une histoire très britannique
- Auteur : Paul J. McAuley
- Traduction : nouvelle traduite par Jean-Daniel Brèque (c'est le seul récit du recueil qui n'était pas inédit)
- Résumé : Cette courte nouvelle de 12 pages évoque la conquête spatiale telle qu'elle s'est déroulée à l'issue de la Seconde Guerre mondiale : les Britanniques, lorsqu'ils se sont emparés des sites de lancement des V.1 et V.2 et ont embauché à leur unique profit les savants allemands spécialistes des fusées et des moteurs de fusées, ont développé très rapidement une industrie spatiale très performante. Dès les années 1950 et 1960, surclassant nettement les recherches américaines et soviétiques uniquement tournées vers les aspects militaires et utilitaires de la conquête de l'espace, les Britanniques ont décidé de créer un nouvel Empire, mais celui-ci extraplanétaire. Colonisée dès 1962, la Lune a servi de base avancée pour la colonisation de Mars, tandis que soviétiques et américains se contentaient des planètes inhospitalières telles Vénus et Mercure. Désormais, en 2001 (date du récit), les Britanniques ont pris un avantage inégalé en envoyant des missions au long cours vers des systèmes stellaires lointains, grâce à l'hibernation…

### Postface et bibliographie
- Postface d'Éric B. Henriet.
- Une riche bibliographie (non exhaustive) de fictions uchroniques francophones vient utilement compléter la compilation.